# Dołowanie Słońca
Dołowanie Słońca – moment doby słonecznej, w którym Słońce znajduje się „najgłębiej” pod albo (podczas dnia polarnego) najniżej nad horyzontem. Przechodzi ono wtedy przez północną część południka geograficznego (azymut geograficzny 0°).
W obrębie strefy podbiegunowej, jeśli danego dnia deklinacja Słońca {\displaystyle \delta } spełnia warunek (nierówność dla północnej szerokości geograficznej {\displaystyle \varphi }):
{\displaystyle \varphi +\delta -90^{\circ }>-0^{\circ }51',}
Słońce dołuje nad horyzontem (następuje dzień polarny). Stała po prawej stronie wynika z refrakcji atmosferycznej (35′ przy horyzoncie) oraz promienia tarczy Gwiazdy Dziennej (16′).
Dla obserwatora na półkuli północnej wysokość Słońca nad horyzontem (dokładniej środka tarczy tej gwiazdy, którego współrzędne podaje się na dany dzień roku w tablicach) wynosi wtedy
{\displaystyle h=\varphi +\delta -90^{\circ }+\Delta h.}
{\displaystyle \Delta h} jest poprawką na refrakcję atmosferyczną, zwiększającą wysokość ciał niebieskich. Wpływ refrakcji maleje wraz ze zmniejszaniem się odległości zenitalnej. Największy jest więc tuż przy horyzoncie, gdzie wynosi 35′ (nieco przekracza średnicę tarczy słonecznej).